# Конкарно
Конкарно (фр. Concarneau, брет. Konk Kerne) — город на северо-западе Франции, находится в регионе Бретань, департамент Финистер, округ Кемпер, центр одноименного кантона. Расположен в 21 км к юго-востоку от Кемпера и в 101 км к западу от Ванна, в 7 км от национальной автомагистрали N165, в месте впадения в Атлантический океан реки Моро.
Население (2019) — 19 816 человек.

## История
Люди проживали на территории коммуны Конкарно с древнейших времен, о чем свидетельствуют несколько дольменов эпохи неолита, город железного века и поселение галло-римского периода.
Самым древним документом, в котором упоминается Конкарно, является картулярий аббатства Ландевеннек, написанный около 1050 года. В нём упомянуто поселение, существующее в районе Бёзек и  на острове Конк, основанное монахами аббатства Ландевеннек. Согласно другим источникам, Конкарно был основан Конкаром, сыном Урбиана и внуком короля Юдикаэля. Он изгнал пиктов и поселился на скалистом острове, позже названным  Конкарно.
Центром средневекового города был остров Конк, на котором сейчас находится Виль-Клоз (в переводе с французского "Город за стеной"). Здесь был построен замок, до нашего времени не сохранившийся. В XIII веке герцог Жан II приказал построить вокруг замка каменные стены, что было в то время большой редкостью — в XII веке только пять городов Бретани имели каменные укрепления.
Хорошо укрепленный город в устье реки Моро стал предметом соперничества между англичанами и французами и ареной многочисленных сражений, особенно в ходе Войны за бретонское наследство, когда англичане, пришедшие на помощь Жану де Монфору, заняли город. Только через тридцать лет, в 1373 году, коннетабль Бертран дю Геклен взял город от имени короля Франции Карла V.
Не обошли Конкарно стороной и Религиозные войны. 17 января 1576 года небольшая группа протестантов хитростью захватили власть в городе, изгнав губернатора Луи де Лезонне, сторонника Лиги. Они призвали на помощь протестантский флот из Ла-Рошели, но еще до его прибытия местные католики подняли бунт и перебили протестантов.  Город оставался верен губернатору Бретани герцогу де Меркёру до конца войны и присягнул Генриху IV только после перехода его в католичество.
В XVII—XVIII веках крепостные укрепления были модернизированы, построены новые корабли, а на стенах Виль-Клоза  установлены более мощные пушки. В 1680 году Конкарно посетил Вобан и приказал улучшить систему обороны. Были снесены крыши башен, что позволило устанавливать артиллерию на платформах.
С началом промышленной революции город меняется. В начале XIX века был построен новый причал для лучшей защиты порта, а также длинной набережной, соединяющей его с входом в Бель-Клоз.  Буржуазия начинает строить дома вдоль причалов за пределами Бель-Клоз. В 1859 году зоолог Жан-Виктор Кост открыл в Конкарно морскую лабораторию, являющуюся старейшим работающим до настоящего времени заведением такого рода, целью которого является распространение сведений по рациональному разведению устриц.
Начиная с 1851 года в городе появляются первые консервные заводы, специализирующиеся на сардинах и тунце. В 1877 году в городе насчитывалось 20 фабрик, а в 1900 году — 30 фабрик с 2000 рабочими на население 7000 жителей. С началом XX века производство консервов стало сокращаться, хотя к настоящему времени Конкарно остается важным рыболовным портом (первый французский порт по добыче тунца и шестой порт по мелкому промыслу) с крупным судостроительным сектором. С конца XIX века к городу стал возникать интерес у туристов, вызванный, в том числе, и образованием в нем крупного сообщества художников.

## Достопримечательности
- Старый город Бель-Клоз, расположенный на скалистом острове в устье реки Моро и соединенный мостом с основной частью города: хорошо сохранившиеся крепостные стены с 8 башнями и 3 воротами, беффруа, бывшая церковь Святого Геноле; на территории старого города много ресторанов и сувенирных магазинов, а также музей рыболовства
- Шато Кериоле, замок стиле неоготика, построенный в 1863—1883 годах для княгини Зинаиды Юсуповой
- Маринариум — бывшая морская лаборатория, в настоящее время научный центр с большим морским аквариумом, открытым для посещения
- Усадьба Моро XV века
- Особняк Стан-аль-Лин (Stang-al-Lin) или Розовый замок
- Форт Кабелу на мысе, контролирующем вход в устье Моро

## Экономика
Конкарно является девятым по общему тоннажу добычи рыболовным портом Франции.
Структура занятости населения:
- сельское хозяйство — 4,0 %
- промышленность — 17,2 %
- строительство — 6,2 %
- торговля, транспорт и сфера услуг — 43,3 %
- государственные и муниципальные службы — 29,4 %

Уровень безработицы (2018) — 15,3 % (Франция в целом —  13,4 %, департамент Финистер — 12,1 %).
Среднегодовой доход на 1 человека, евро (2018) — 23 150 (Франция в целом — 21 730, департамент Финистер — 21 970).

## Демография
Динамика численности населения, чел.

## Администрация
Пост мэра Конкарно с 2020 года занимает Марк Биго (Marc Bigot). На муниципальных выборах 2020 года возглавляемый им правый список победил во 2-м туре, получив 44,55 % голосов (из трёх списков).
| Период | Период | Фамилия        | Партия                                  | Примечания                                                                                               |
| ------ | ------ | -------------- | --------------------------------------- | --- |
| 1971   | 1977   | Ив Кушурон     | Объединение в поддержку Республики      | |
| 1977   | 1980   | Робер Жан      | Коммунистическая партия                 | |
| 1980   | 1983   | Жозеф Аргуарш  | Коммунистическая партия                 | |
| 1983   | 2008   | Жильбер Ле Бри | Социалистическая партия                 | член Генерального совета департамента, член Регионального совета Бретани, депутат Национального собрания |
| 2008   | 2020   | Андре Фидлен   | Союз за народное движение Республиканцы | пенсионер                                                                                                |
| 2020   |        | Марк Биго      | Разные правые                           | |

## Культура и искусство
Ежегодно в городе начиная с 1905 года проходит костюмированный Фестиваль голубых сетей (фр. Fête des Filets Bleus), посвящённый традиционной бретонской рыболовецкой культуре.
В Конкарно происходит действие романа Жоржа Сименона «Жёлтый пёс». Сюда же перенесено место действия фильма «Цена головы».
Из Конкарно был рыболовный траулер "Лютеция" в фильме "Если парни всего мира..."1957 г.

## Города-побратимы
- Пензанс, Великобритания с 1982 года
- Билефельд, Германия с 1969 года
- Мбур, Сенегал с 1974 года

## Знаменитые уроженцы
- Жан-Мари Ле Бри (1817—1872), изобретатель и планерист, один из пионеров авиации
- Альфред Гийу (1844—1926), художник

## Галерея

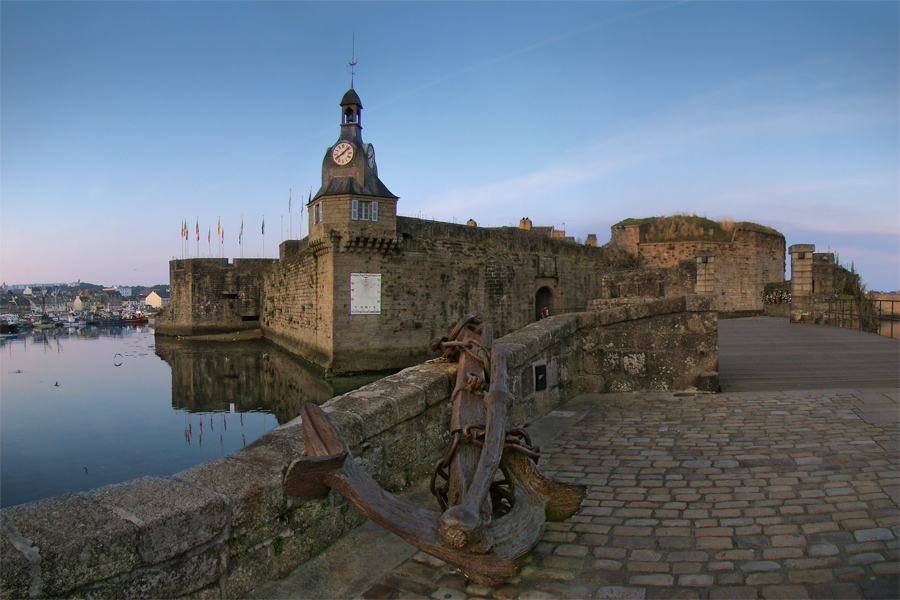
Беффруа у входа в старый город
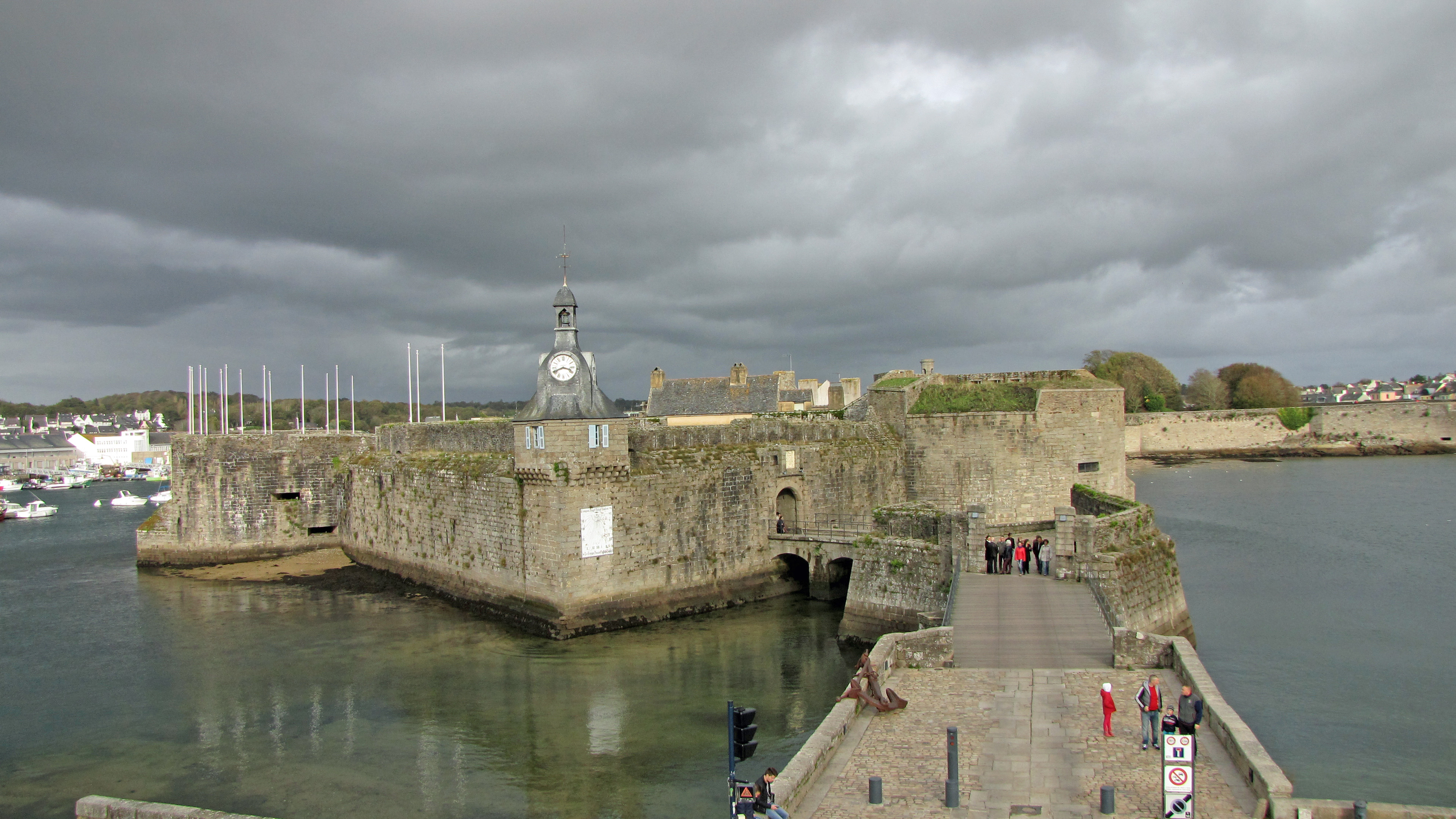
Виль-Клоз
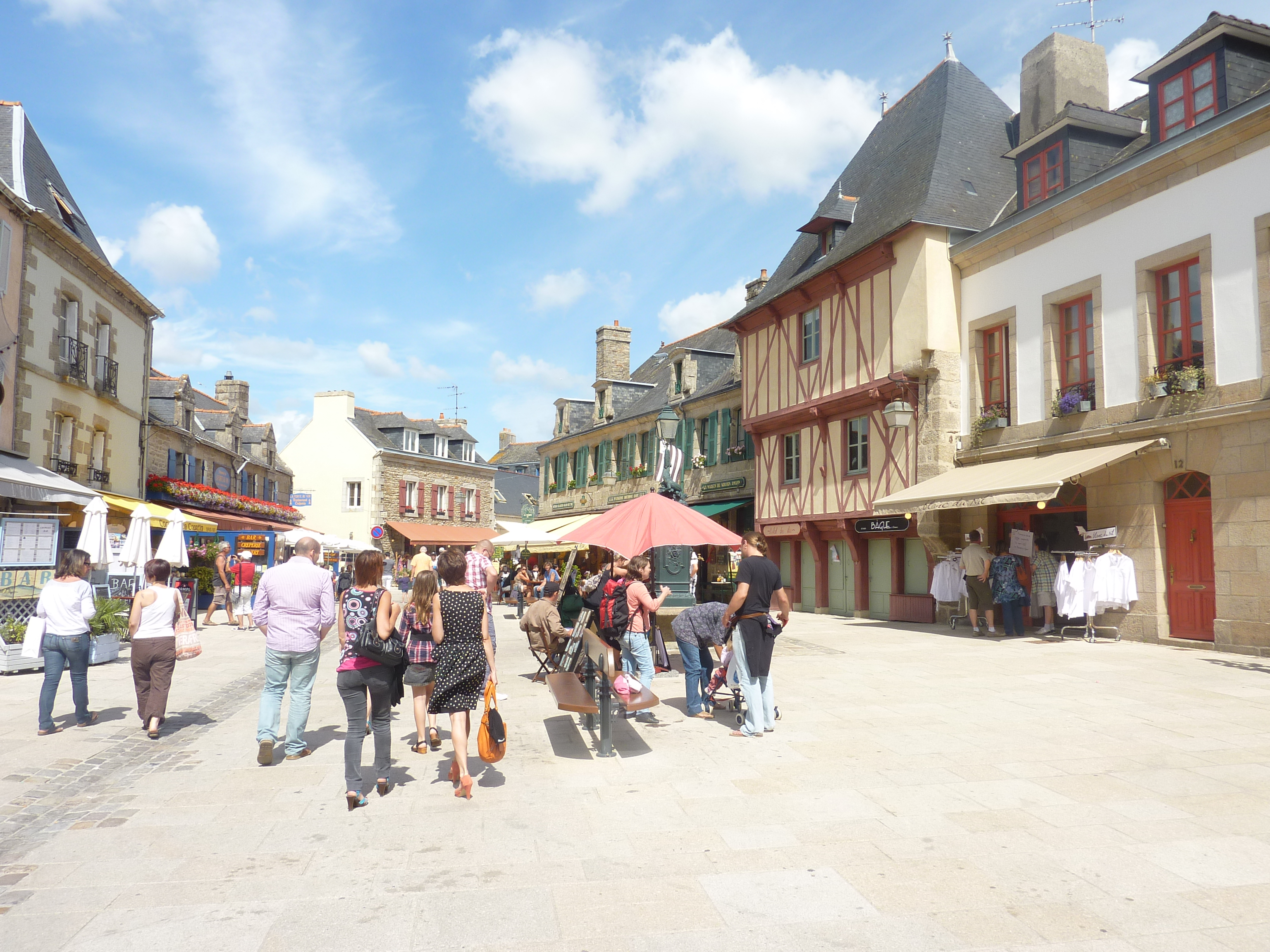
Площадь Сен-Геноле в Виль-Клоз
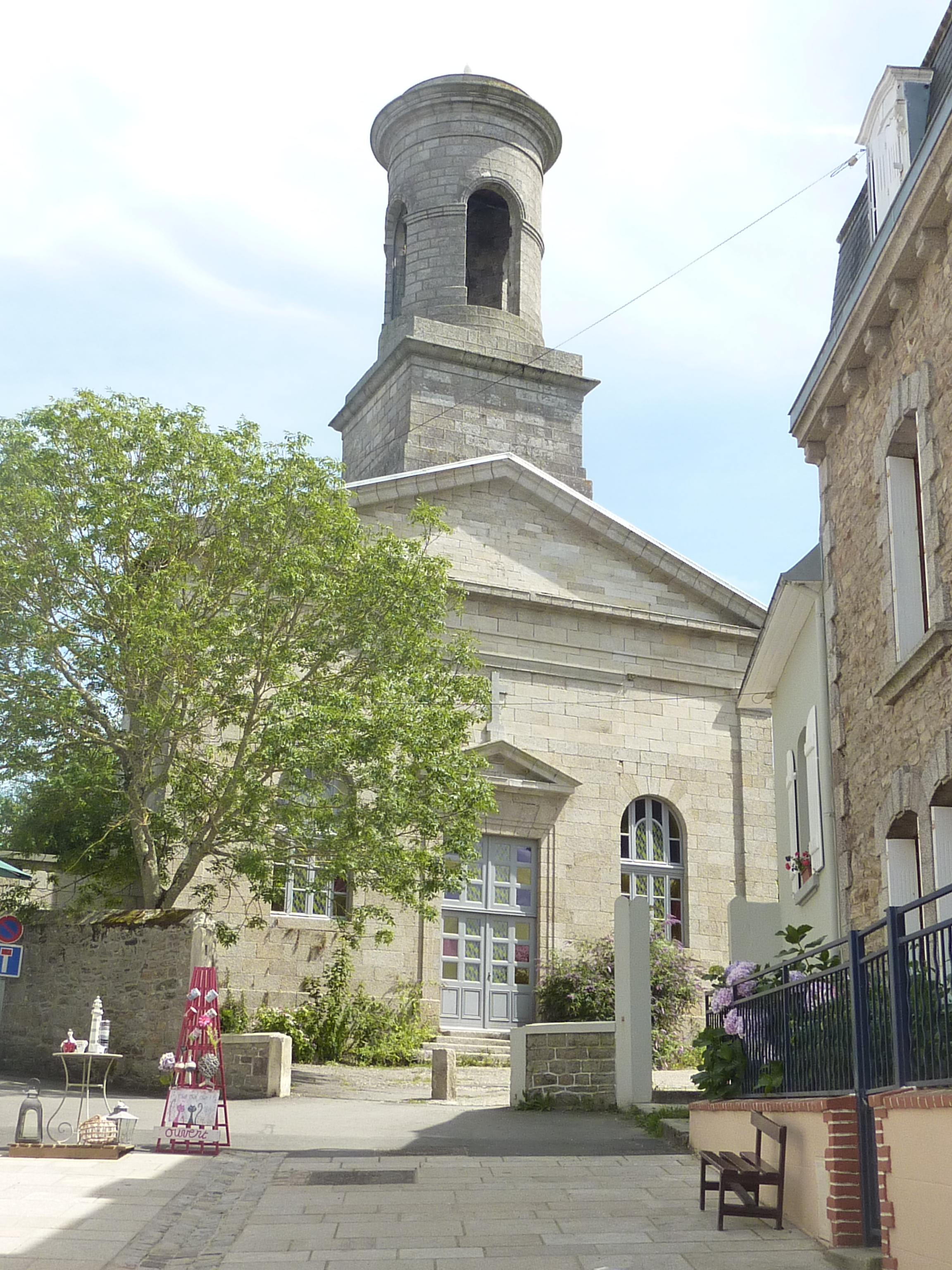
Закрытая церковь Святого Геноле
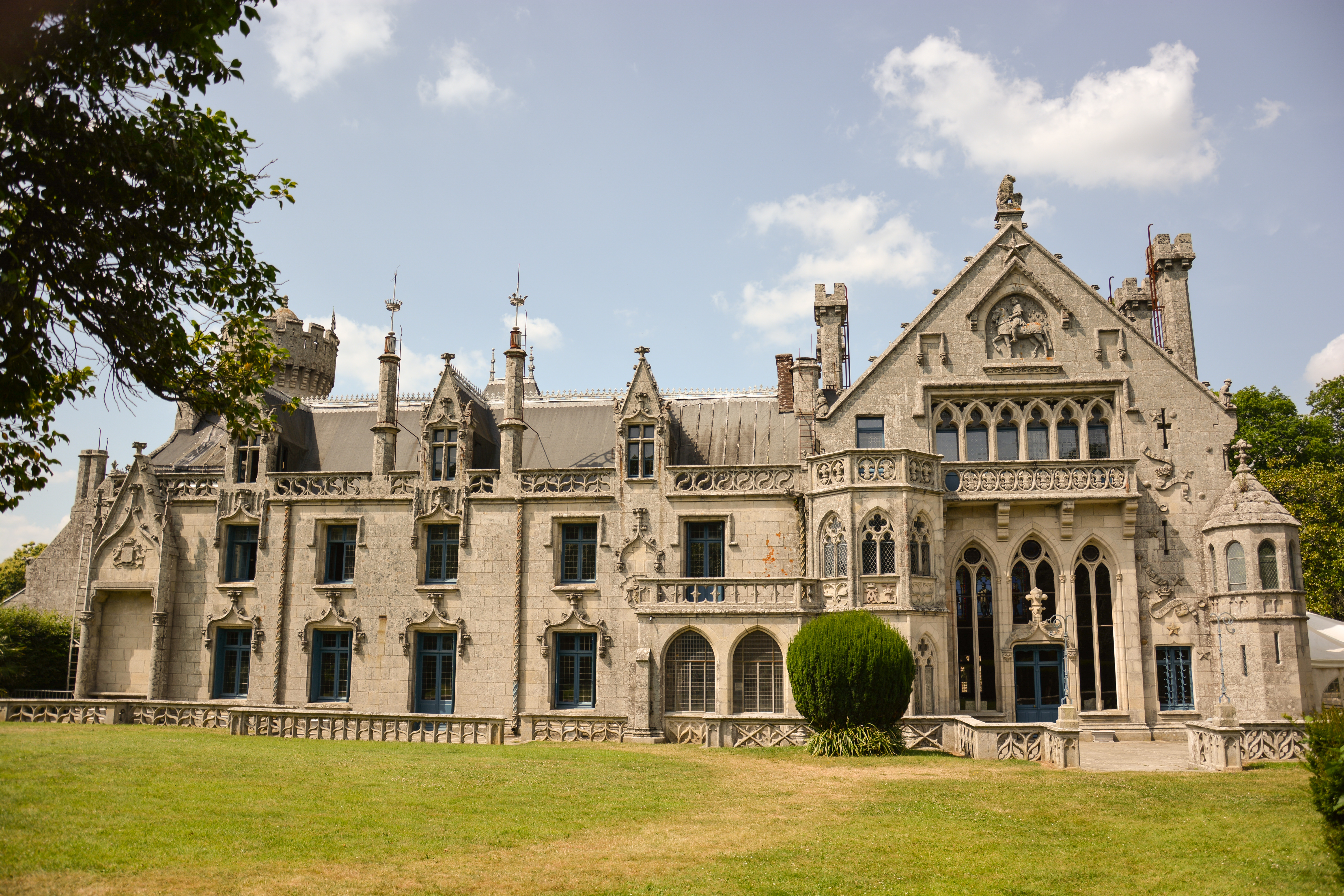
Шато Кериоле
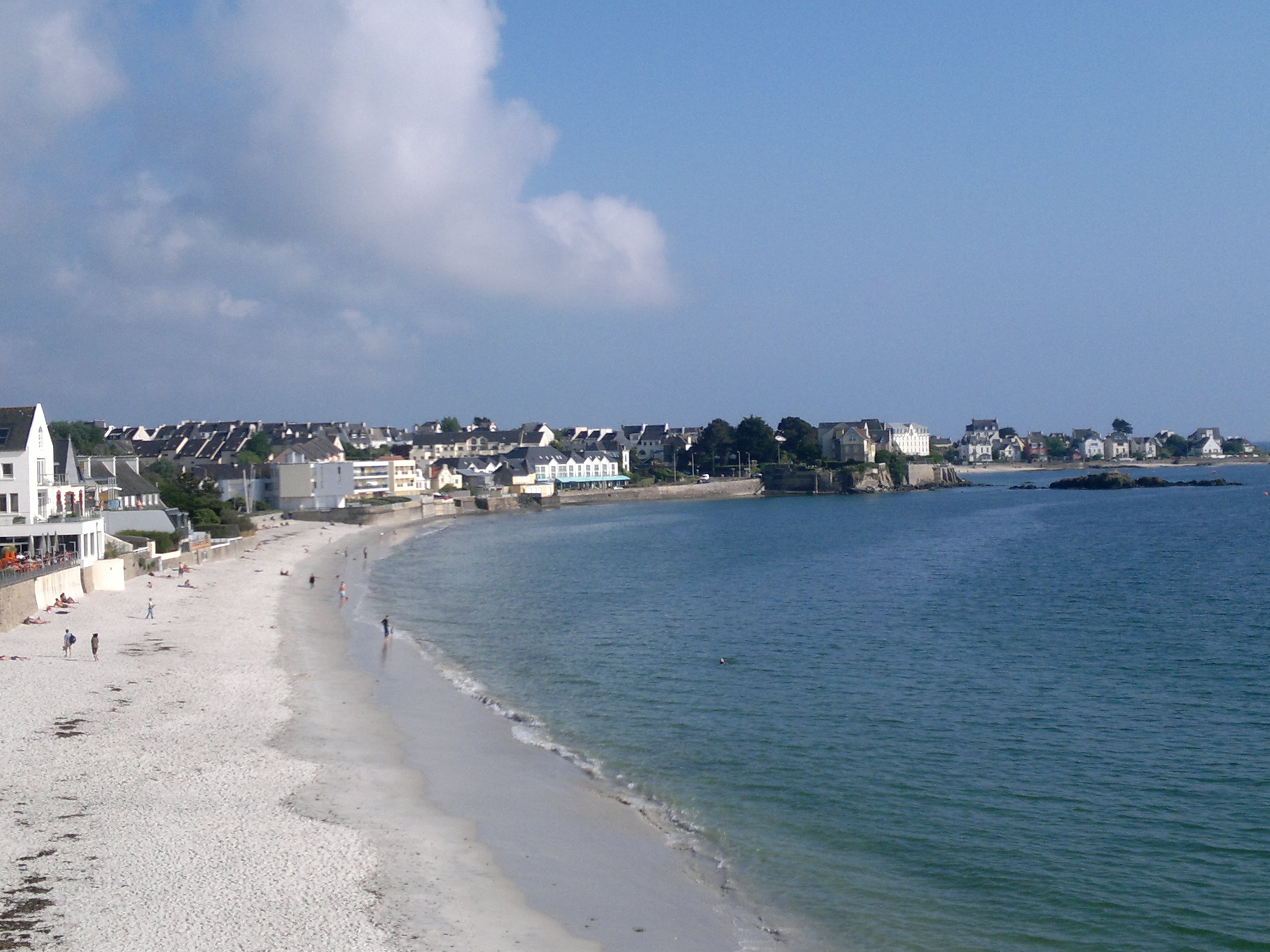
Пляж с белым песком
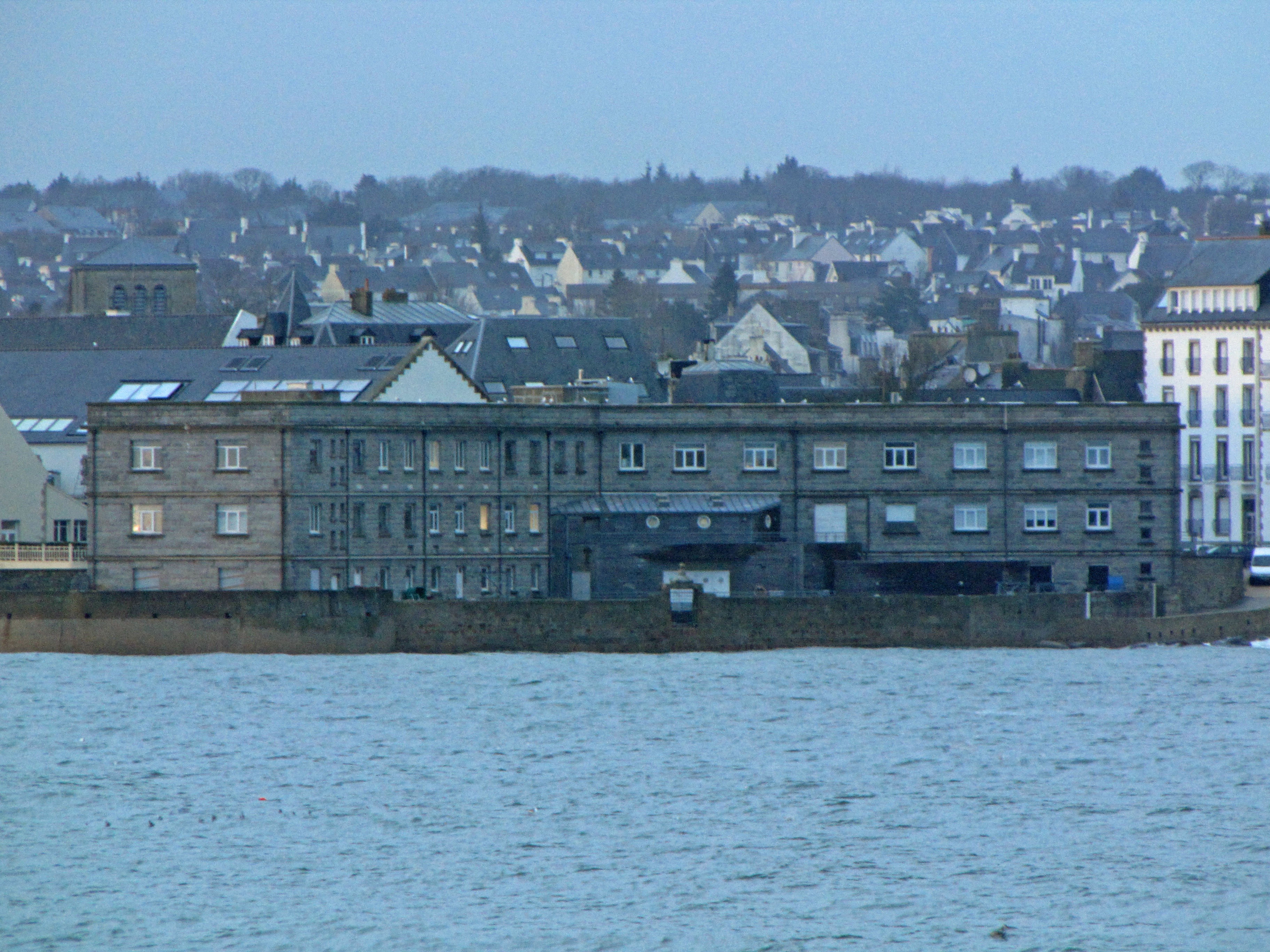
Маринариум
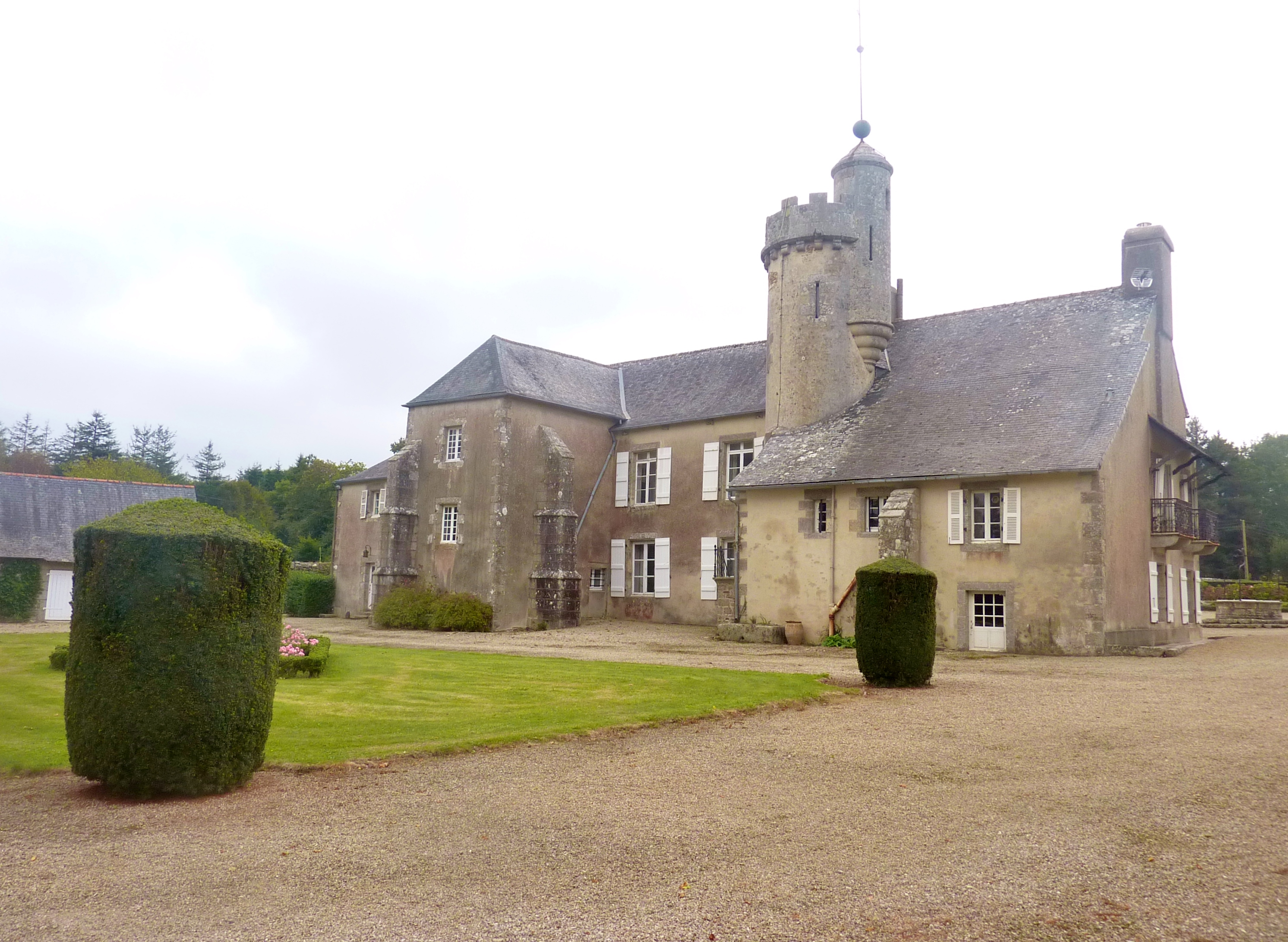
Усадьба Моро
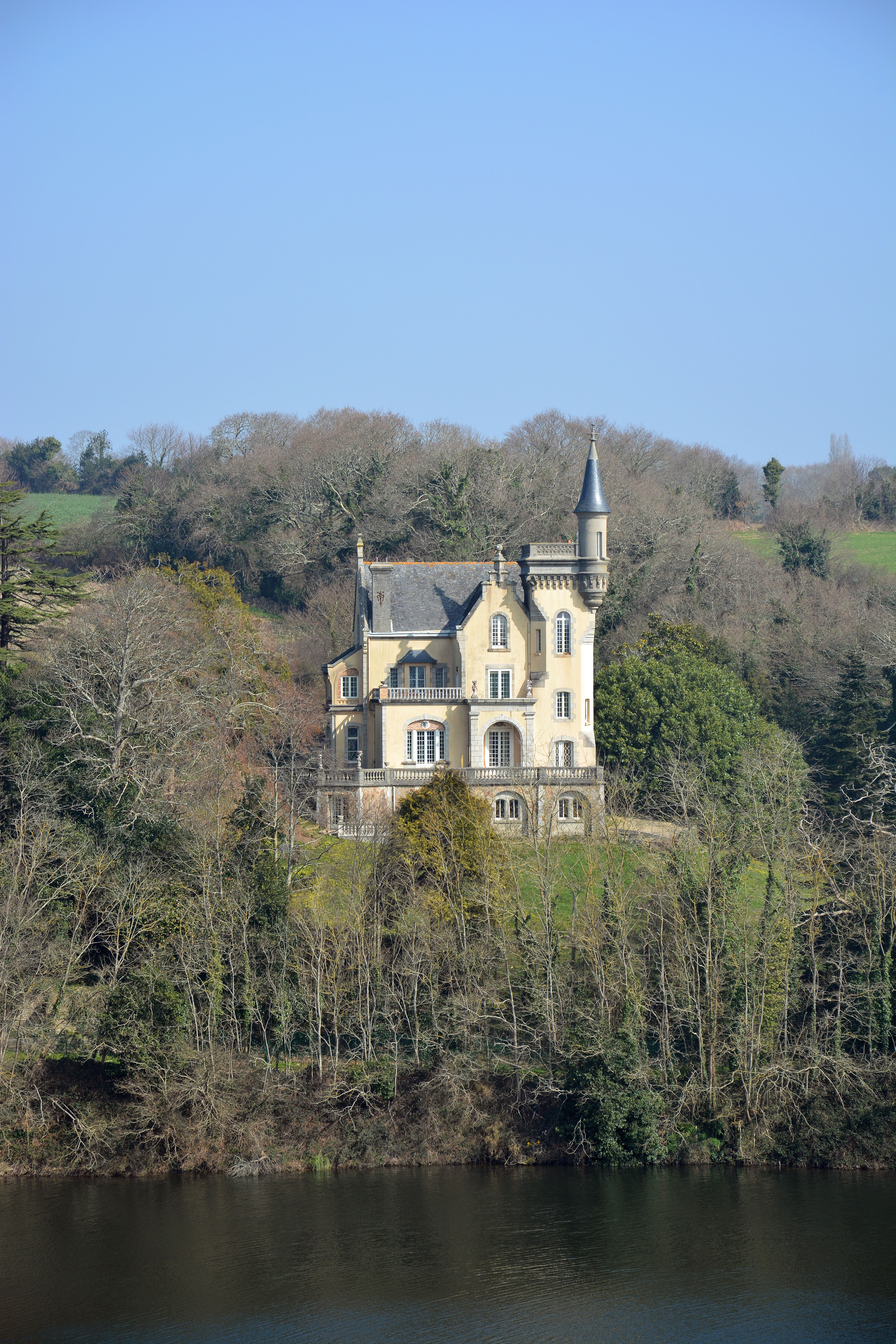
Розовый замок